# Hyméttos
Hyméttos (řecky Υμηττός) je horský masiv v řeckém kraji Attika, nachází se jihovýchodně od Athén. Nejvyšším vrcholem je Evoznas s 1026 m n. m. Pohoří je dlouhé 16 km a maximálně 7 km široké.
Už ve starověku byla proslulá kvalita medu z místního tymiánu, těžil se zde také mramor, z něhož je zhotoveno množství athénských staveb a soch. V legendě o Kefalovi je zmíněno setkání hrdiny s bohyní Éós, když byl na lovu v pohoří Hyméttos. Na vrcholu byla v 8. století př. n. l. založena Diova svatyně, momentálně se na něm nachází televizní vysílač. Na horských svazích leží klášter Kesariani a kampus athénské techniky, část území je uzavřeným vojenským prostorem.
V odlehlejších lokalitách se zachovaly borové lesy, ale většina masivu je odlesněna a porostlá makchií. V červenci 2015 byla oblast postižena rozsáhlými požáry.
Hyméttos je známý také pod neoficiálním názvem Trelevouni, který v řečtině znamená „bláznivý“, ale pochází z francouzského výrazu très long — příliš dlouhý.